# Култура на Грузия
Културата на Грузия се развива около литературната традиция на грузинския език и писменост в продължение на дългата история на страната. Тя става основа на силното чувство за национална идентичност, което помага на грузинците да запазят самосъзнанието си през продължителни периоди на чужда окупация и опити за асимилация.

## Предхристиянски период
Съвременните грузинци произлизат от кавказките народи, които се споменават за пръв път в хрониките на Асирия в началото на 1 хилядолетие пр.н.е. От тази епоха е запазен фолклорният епос „Амиранияни“. Грузинската азбука се появява през 5 век пр.н.е. и е реформирана от цар Парнаваз I през 284 пр.н.е.. На него е посветена анонимната хроника „Животът на цар Фарнаваз“. През 3 век пр.н.е. се появява и традиционният грузински театър Сакхиоба, който просъществува до 17 век.

## Средновековие
Средновековната култура на Грузия е силно повлияна от християнството, възприето около 330. Грузинската апостолическа православна църква популяризира и често финансира създаването на произведения с религиозна тематика.
Многобройните грузински църкви и манастири са пръснати не само на днешната територия на страната, но и в съседните области, както и в по-отдалечени райони, като Сирия, Палестина, Атон. Бачковският манастир, един от най-големите в България, е построен и в продължение на почти три века е обитаван от грузинци. Грузинските икони са сред най-добрите образци на средновековната православна иконопис.
Сред известните произведения на средновековната грузинска литература са:
- „Житие на Света Нино“ (4 век)
- „Житие на цар Мириан“ от Абятар (4 век)
- „Мъченичество на светата царица Шушаник“ от Яков Цуртавели (5 век)
- „Corpus Areopagiticum“, философски и теологически труд, приписван на Петър Ибериеца (5 век)
- „Мъченичество на Або Тбилели“ от Йоан Сабанидзе (8 век)
- „Житие на Григол Кхандзтели“ от Георги Мерчуле (10 век)
- „Несравнимият Карабадини“ (10 век)
- „История на грузинските царе“ от Леонти Мровели (11 век)
- „История на династията Багратиони“ от Сумбат Давитидзе (11 век)
- „Тамариани“ от Йоан Чакрукхадзе (12 век)
- „Витязът в тигрова кожа“, епическа поема от Шота Руставели (12 век)
- „Абдулмесиани“ от Йоан Шавтели (13 век)

## 17 – 19 век
В ново време, започвайки от 17 век, грузинската култура е силно повлияна от нововъведенията, дошли от Европа. Първата печатница на грузински е основана през 1620-те в Италия, а първата в самата Грузия – през 1709 в Тбилиси.
През 1791 Георги Авалишвили, писател, драматург и дипломат, основава в Тбилиси Грузинския национален театър. През 1845 е създаден Държавният музей на Грузия, а през 1851 – Тбилиският държавен театър за опера и балет.
Най-известните грузински писатели на 19 век са Николоз Бараташвили, Александър Орбелиани, Вакхтанг Орбелиани, Димитри Кипиани, Григор Орбелиани, Илия Чавчавадзе, Акаки Церетели, Александър Казбеги, Рапиел Еристави, Мамия Гуриели, Якоб Гогебашвили, Симон Гугунава. Сред другите известни личности в грузинския културен живот по това време са актьорите Бабо Авалишвили-Кхеркхеулидзе, Николоз Авалишвили и Николоз Алекси-Мескхишвили, художниците Романоз Гвелесиани, Григол Маисурадзе и Александър Беридзе, преводачите Иване Мачабели, Окропир Багратиони и Сардион Алекси-Мескхисшвили, певците Пилимон Коридзе, Ладо Агниашвили и Алиоз Мизандари и други.

## 20 – 21 век
Първото кино в Грузия е създадено през 1896 в Тбилиси. Първият документален филм („Пътуване на Акаки Церетели в Рача-Лечкхуми“) е сниман през 1912 от Васил Амашукели, а първият игрален („Кристин“) – през 1916 от Александър Цуцунава. През двадесети век грузинското кино достига световни върхове с трилогията на режисьора Тенгиз Абуладзе (1924 – 1994 г.): „Молба“ (Vedreba, 1968 г.), „Дървото на желанията“ (Natvris khe, 1977 г.) и „Покаяние“ (Monanieba, 1984 г.)